# Plesiochrysa seurati
Plesiochrysa seurati is een insect uit de familie van de gaasvliegen (Chrysopidae), die tot de orde netvleugeligen (Neuroptera) behoort. 
Plesiochrysa seurati is voor het eerst wetenschappelijk beschreven door Navás in 1922.